# Wolfgang Endemann
Wolfgang Endemann (* 8. November 1930 in Kassel) ist ein deutscher Jurist und ehemaliger Präsident des Verwaltungsgerichtshofs Baden-Württemberg.

## Leben
Endemann wurde zum Doktor der Rechte promoviert. Er war von 1986 bis 1995 Präsident des Verwaltungsgerichtshofs Baden-Württemberg. Zudem war er Vorsitzender des 1. Senats des Gerichts. Zuvor war er Ministerialrat in der Landesverwaltung Baden-Württemberg.
Ehrenamtlich war Endemann als Landesjustiziar des Deutschen Roten Kreuzes Baden-Württemberg tätig.
1995 wurde Endemann das Große Bundesverdienstkreuz der Bundesrepublik Deutschland verliehen.

## Werke
- Der Begriff der delegatio im klassischen römischen Recht, Marburg 1959.